# Karl von Rotteck

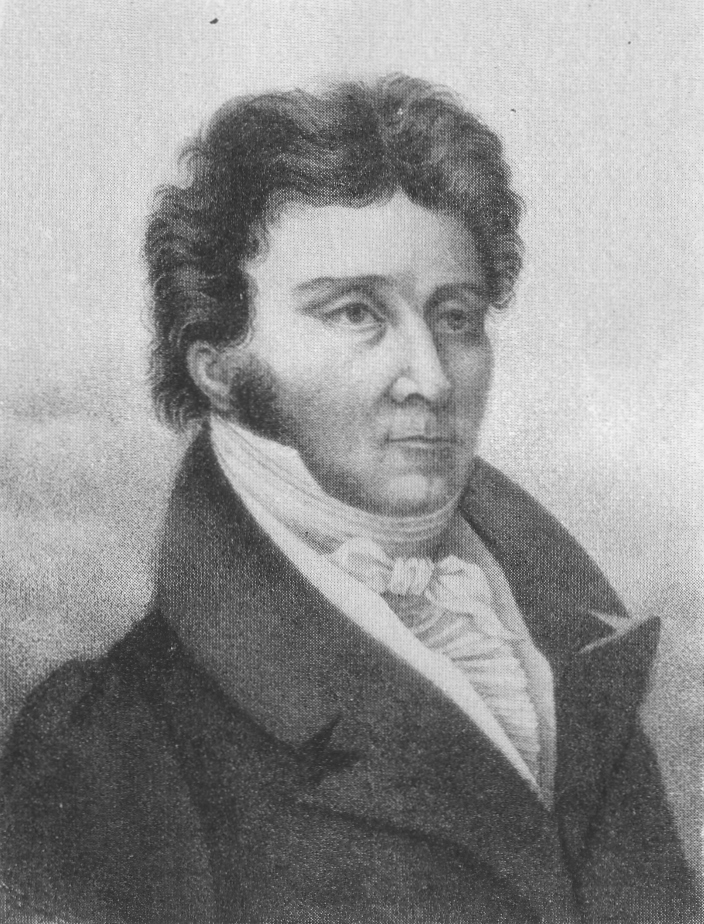
Karl von Rotteck

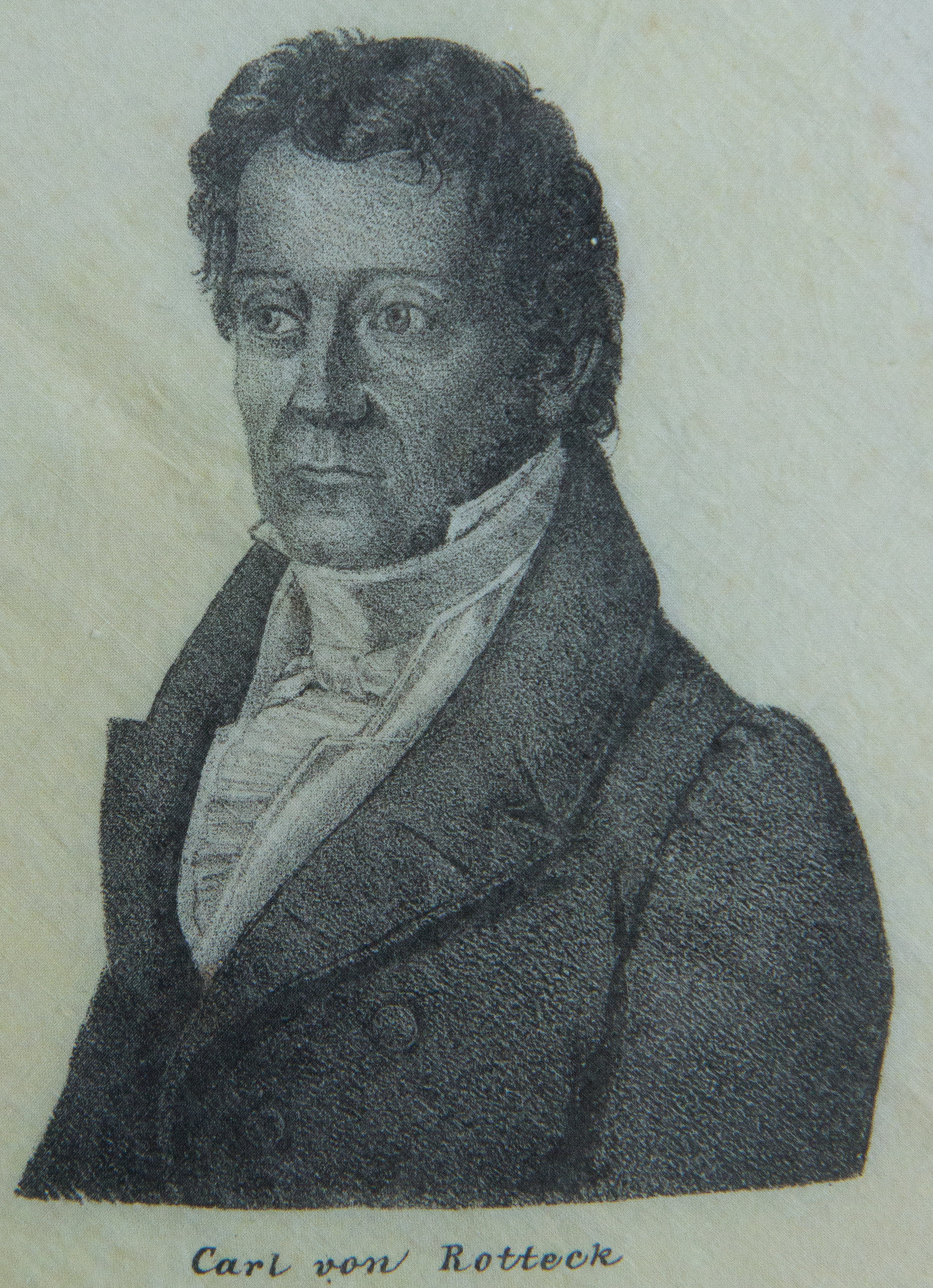
Karl von Rotteck, Abbildung auf dem Hambacher Tuch

Karl Wenzeslaus Rodeckher von Rotteck (* 18. Juli 1775 in Freiburg im Breisgau; † 26. November 1840 ebenda) war ein deutscher Staatswissenschaftler, Historiker und liberaler Politiker.

## Leben

### Jugend und Ausbildung (1775–1797)
Als Karl Wenzeslaus Rodeckher (die Familie wurde erst 1789 in den erblichen Adel erhoben und hieß von da an Rodeckher von Rotteck) am 18. Juli 1775 im vorderösterreichischen Freiburg geboren wurde, regierte im fernen Wien Kaiser Joseph II. Nach dem verheerenden Siebenjährigen Krieg war es eine Zeit des gesellschaftlichen Aufschwungs, in der, wie ein Zeitgenosse berichtet, „…wenigstens ein Teil teutscher Fürsten … in der Belebung des Kunstfleißes, in der Aufmunterung des Ackerbaus, in der Verbesserung der Staatsökonomie rühmlich wetteifern: Länder wie Baden, wie Dessau sind wahre Gärten Gottes, gepflanzt von Fürstenhänden.“
Nach der Schulzeit studierte Rotteck an der Albertina in Freiburg, wo er auch die Vorlesungen Johann Georg Jacobis hörte. 1797 erwarb er dort die Doktorwürde der Rechtswissenschaftlichen Fakultät.

### Professur in Freiburg
Bereits im folgenden Jahr wurde er nach seiner erfolgreichen Bewerbung um den entsprechenden Lehrstuhl Professor für Allgemeine Weltgeschichte und erlebte in dieser Stellung die Wirren der napoleonischen Zeit. Im Jahre 1807 war er Gründungsmitglied einer Lesegesellschaft in Freiburg, die sich später Museumsgesellschaft nannte. Bei ihrem zehnjährigen Jubiläum stellte er hoffnungsfroh fest, dass die Gesellschaft die Bürger instandsetzt, leichter und schneller mit den geistigen Erscheinungen der Zeit bekannt zu werden sowie eine auch in weiteren Kreisen wirksame öffentliche Meinung zu wecken und zu pflegen – und zwar im Schutz einer den liberalen Prinzipien huldigenden Regierung.

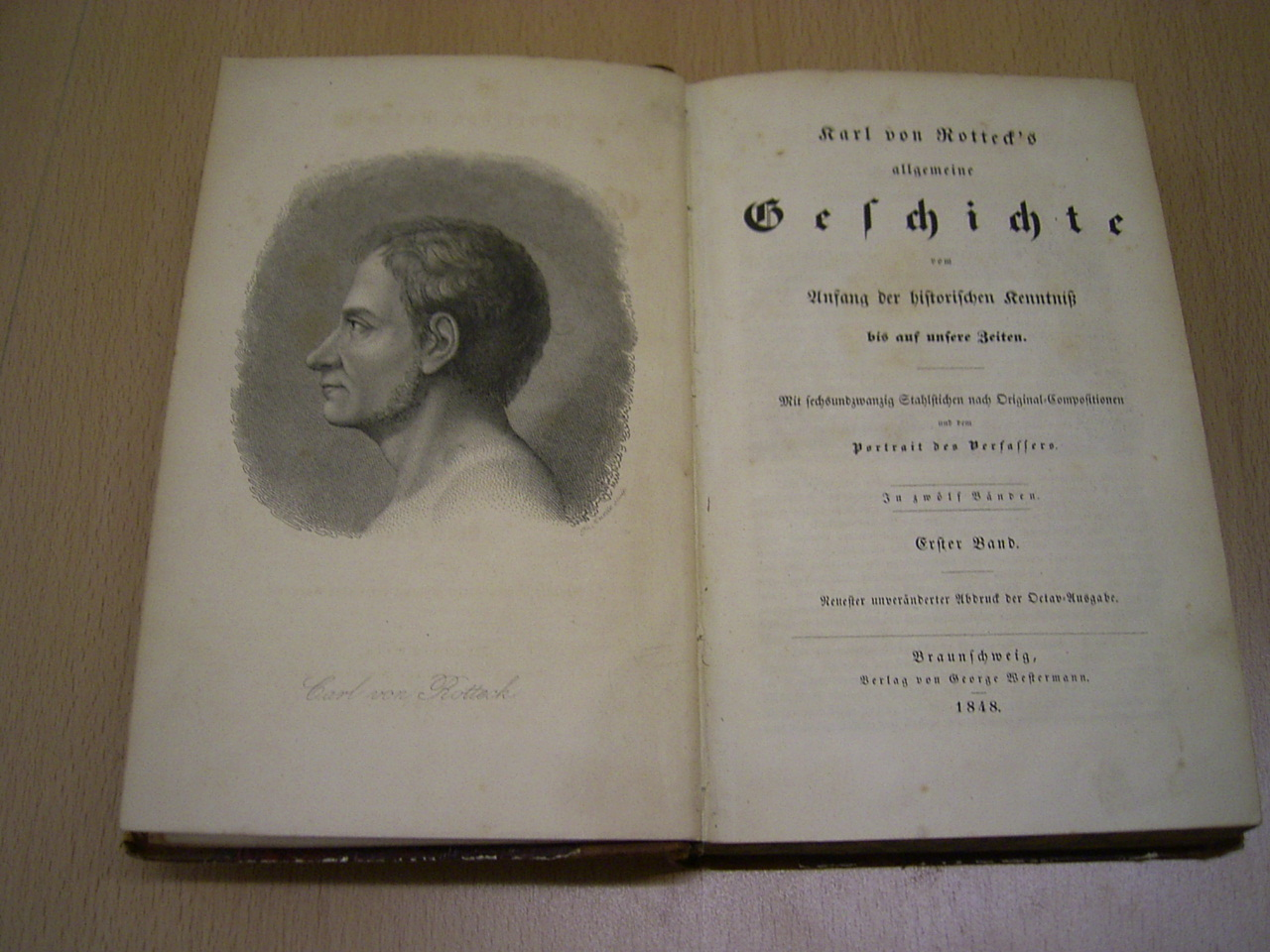
Karl von Rotteck’s allgemeine Geschichte, Titel der Ausgabe 1848

### Nachnapoleonische Zeit
Nach Napoleons Sturz richtete sich Rottecks Hoffnung zunächst auf eine Restauration der habsburgischen Herrschaft im Breisgau. Als Kaiser Franz I. im Winter 1813 in Freiburg den russischen Zaren Alexander I. und den preußischen König Friedrich Wilhelm III. traf, beschrieb Rotteck seine Beobachtungen in einem Flugblatt: „Heute nachmittags wurde unsere Stadt durch die höchsterfreuliche Ankunft seiner kaiserlichen Majestät … beglückt … beym Empfang des menschen-freundlichsten Fürsten: nur freyer Erguß des vollen Stromes der Liebe … So wie der gute Vater von liebenden Kindern, so wurde Kaiser Franz von seinen ehemaligen Unterthanen empfangen. In den Tausenden, die ihm entgegenströmten, nur eine Empfindung, nur eine Seele. Das unaufhörliche Lebehoch! erfüllte die Lüfte und übertönte der Glocken festlichen Klang; Männer und Weiber, Kinder und Greise weinten, Unbekannte umarmten sich wie Freunde, Fremde wurden Brüder! – Von dem Thor … durch die lange Kaiserstraße … – nur eine Masse jubelnder Menschen, auf der Straße wogend und in den Fenstern zusammengedrängt … Seine Majestät, zu Pferde, mit Huld und sichtbarer Rührung, grüßten wiederholt die Menge.“ Bald jedoch musste Rotteck erkennen, dass man in der Hofburg nicht mehr an den fernen Gebieten am Rhein interessiert war. Österreich strebte auf dem Wiener Kongress eher eine Arrondierung seiner Gebiete im Osten und Süden an.

### Badische Verfassung
Als der Verbleib des Breisgaus unter badischer Herrschaft endlich beschlossene Sache war, sah Rotteck die Chance einer Liberalisierung und arbeitete folgerichtig an der Badischen Verfassung von 1818 mit, weil er die Gestattung solcher Freimüthigkeit als eine der vorzüglichsten, ja für mich als die allerkostbarste der Wohlthaten der badischen erleuchteten Regierung ansah. Dagegen bedeutete für ihn die Rückkehr unter die vorher von ihm befürwortete habsburgische Herrschaft nunmehr den Rückfall in einen Obrigkeitsstaat à la Metternich. So verteidigte er die von ihm mitgestaltete Verfassung vehement gegen habsburgtreue Revisionisten im Breisgau: „Wir haben eine ständige Verfassung erhalten, ein politisches Leben als Volk … Wir waren Baden-Badener, Durlacher, Breisgauer, Pfälzer, Nellenburger, Fürstenberger, wir waren Freiburger, Konstanzer, Mannheimer: ein Volk von Baden waren wir nicht. Fortan aber sind wir Ein Volk, haben einen Gesamtwillen und ein anerkanntes Gesamtinteresse, d. h. ein Gesamtleben und ein Gesamtrecht. Jetzt erst treten wir in die Geschichte mit eigener Rolle ein.“ Rotteck wurde zum wichtigen Impulsgeber des Badischen Liberalismus.
Im gleichen Jahr erhielt Rotteck auch die Professur für Naturrecht und Staatswissenschaften. Erfolgreich veröffentlichte er eine Allgemeine Geschichte für denkende Geschichtsfreunde. Weniger Zuspruch dagegen fand sein 1830 erschienenes Lehrbuch des Vernunftrechts und der Staatswissenschaften in vier Bänden.

### Wahl zum Abgeordneten
Bei den ersten badischen Landtagswahlen 1818 wurde Rotteck als Vertreter der Universität Freiburg in die erste Kammer der Badischen Ständeversammlung gewählt. Er machte aus seinen liberalen Ideen kein Hehl. So ließ die badische Regierung ihn bald ihren Unwillen spüren und setzte bei späteren Wahlen alles daran, dass Rotteck nicht mehr in den Landtag kam. Massive Wahlbeeinflussungen und -manipulationen führten jedoch zu Protesten in der Bevölkerung. So ließ sich Rotteck 1830 zur Absicherung seiner Wahl in die zweite Kammer des badischen Landtags gleich in mehreren Wahlkreisen aufstellen und vertrat schließlich ab 1832 den Wahlkreis Kenzingen-Endingen, in dem nach seiner Meinung die Gemüts- und Sinnesrichtung der Mehrheit der Bevölkerung mit seinen Ansichten am ehesten übereinstimmte.

### Die Judendebatten von 1831/33

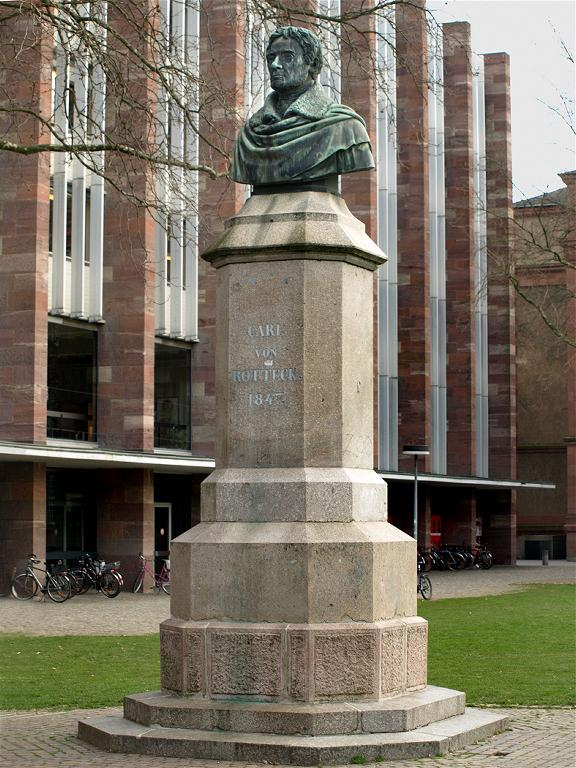
Symbolträchtig: Das Denkmal Karl von Rottecks vor der Universität kehrte dem Platz der Alten Synagoge den Rücken

Das Konstitutionsedikt von 1809 hatte die Situation der Juden in Baden erheblich verbessert. Im Jahr 1815 wurden sämtliche Schutzgelder aufgehoben; doch nur drei Jahre später schränkte die Einführung der badischen Verfassung das passive Wahlrecht der Juden und ihren Zugang in den Staatsdienst ein. In den Judendebatten des badischen Landtags von 1831 und 1833 wurde erneut über eine staatsbürgerliche Gleichstellung diskutiert. In der Landtagsdebatte vom 3. Juni 1831 wandte sich Rotteck mit Nachdruck gegen eine Beschränkung der durch Verfassung und Gesetz den Juden zugesicherten Rechtsgleichheit (Freiheit der Person, Recht des Eigentums, der Vererbung, des Gewerbes), doch trat er sowohl 1831 als auch 1833 als Wortführer einer Majorität auf, die die volle Judenemanzipation ablehnte. Diese sollte von der Verlegung des Sabbats, der Aufhebung der Speisegesetze, dem Verzicht auf das Hebräische und der Reinigung des Talmuds von „staatsfeindlichen Tendenzen“ abhängig gemacht werden. Carl Theodor Welcker unternahm 1833 einen weiteren Vorstoß, die bürgerliche Gleichstellung der badischen Juden durchzusetzen; er scheiterte jedoch nicht zuletzt am Widerstand seines Freiburger Kollegen Rotteck. Zwar änderten die Judendebatten von 1831 und 1833 nichts an den bestehenden Rechtsverhältnissen, doch sprachen sich 1833 immerhin neun Deputierte für eine umgehende Judenemanzipation aus.

### Rottecks Standpunkt
Rotteck selbst verabscheute jegliche Art von Orthodoxie. Nach seiner Auffassung stand sie der Aufklärung und deren liberalen Ideen entgegen. Dies begründete seine Ansicht, Juden seien keine mündigen Staatsbürger. In den Judendebatten der badischen Zweiten Kammer machte er deutlich, dass die Judenemanzipation keineswegs eine zentrale Forderung liberaler Politik sein müsse, sondern dass sie dieser Politik sogar im Wege stünde. Die Vorbehalte gegen die jüdische „Nation“ waren fest in Rottecks politischem Weltbild verankert. Bereits 1815 hatte er in seiner Allgemeinen Weltgeschichte dem Judentum attestiert, es habe sich selbst überlebt. Die Niederlage gegen die Römer ist nach Rotteck vor allem dem „blinden Eifer“ und den „toten Formen“ der Juden zuzuschreiben. Die Judenverfolgungen des Mittelalters beschrieb er zwar als äußerst grauenvolle Ereignisse einer dunklen Epoche, doch seien diese auf „Ungerechtigkeiten, bösen Wucher und Habgier“ zurückzuführen. Als Karl Steinacker 1837 im fünften Band des Staatslexikons die umgehende bürgerliche Emanzipation der Juden verwirklicht sehen wollte, distanzierte sich Rotteck in einem Nachsatz ausdrücklich von dieser Forderung. In dieser Hinsicht stimmte er mit seinem Zeitgenossen Johann Caspar Bluntschli, dem Herausgeber des Deutschen Staatswörterbuchs, überein. Rottecks Handeln stützte sich auf die Überzeugung, dass die Vernunft einen einheitlichen und zivilisierten Menschen herausbilde. Zur Zeit Rottecks galt eine Judenemanzipation in weiten Teilen der Bevölkerung als unpopulär. Als Liberaler war Rotteck vor allem ein Vertreter des Mittelstandes, viele seiner Vorurteile waren somit auch ökonomisch motiviert. So hieß es in einer Petition gegen die Freizügigkeit der Juden aus Freiburg, welches seit dem Jahr 1424 „judenfrei“ gewesen war: „Wir werden zum Judennest.“

### Einsatz für die Badische Hauptbahn
Am 31. Juli 1835 äußerte sich Rotteck im Badischen Landtag, vermutlich beeinflusst durch das Beispiel der Belgischen Staatsbahn, sehr wohlwollend zur Einrichtung der Badischen Hauptbahn als Staatsbahn. In einer weiteren Debatte, in der es um die explizite Nennung anzuschließender Städte im vorzulegenden Eisenbahngesetz ging, setzte er sich zudem für eine direkte Linienführung der Bahn in der Nähe von Freiburg ein.

### Liberales Bekenntnis und Absetzung
Auf dem Badenweiler Fest am Pfingstmontag 1832 bekannte sich Rotteck in der deutschen Frage klar zu einem freiheitlichen Föderalismus: „Ich will die Einheit nicht anders als mit Freiheit, und will lieber Freiheit ohne Einheit als Einheit ohne Freiheit. Ich will keine Einheit unter den Flügeln des preußischen oder österreichischen Adlers … Ein Staatenbund ist, laut Zeugnis der Geschichte, zu Bewahrung der Freiheit geeigneter als die ungeteilte Masse eines großen Reiches.“ Die Reaktion der badischen Regierung erfolgte prompt mit Rottecks vorzeitiger Versetzung in den Ruhestand und dem Verbot seiner Zeitschrift Der Freisinnige.

### Bürgermeisterwahl in Freiburg, Lebensabend, Familie

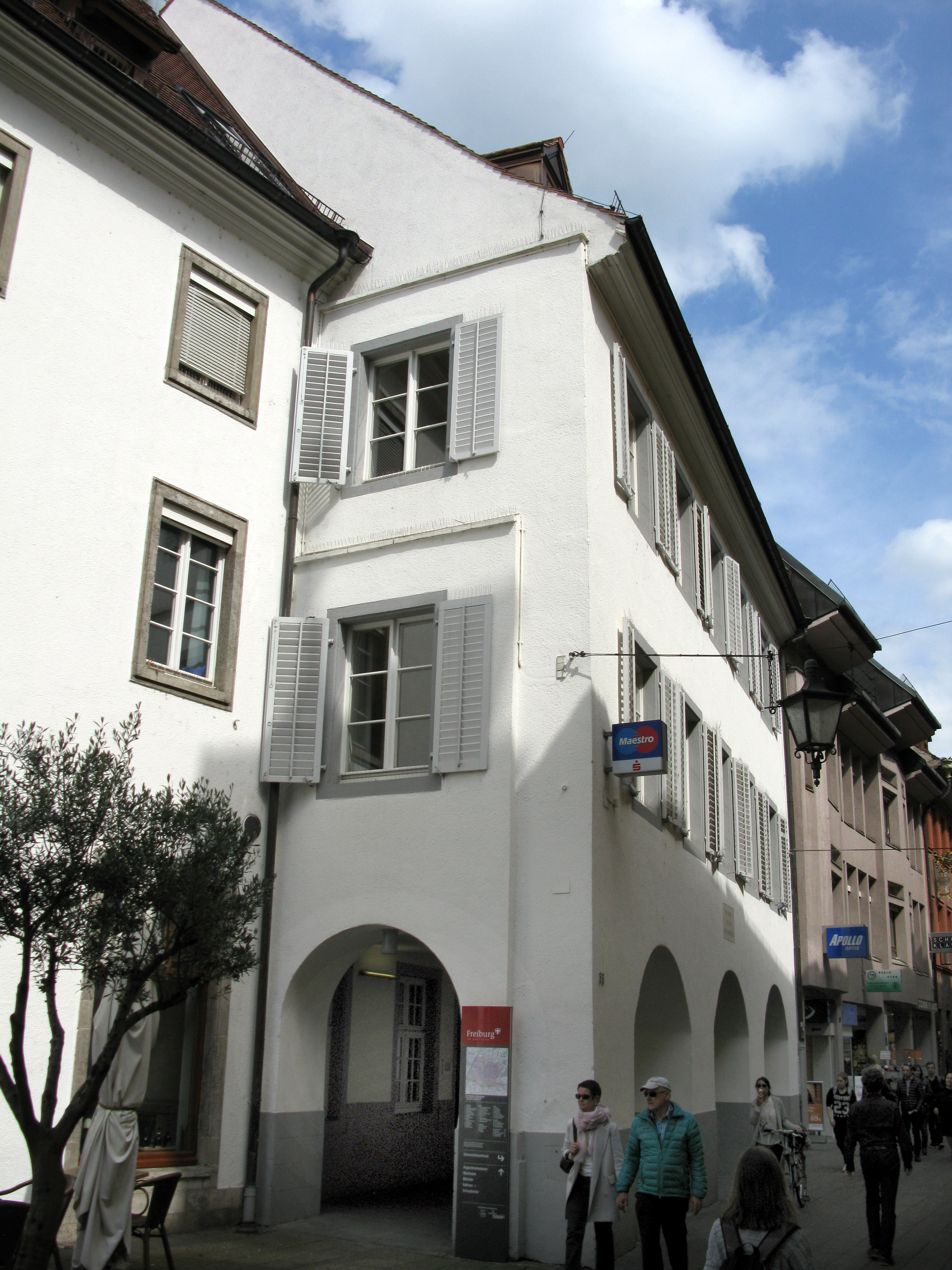
Wohn- und Sterbehaus Karl von Rottecks in Freiburg, Rathausgasse 33

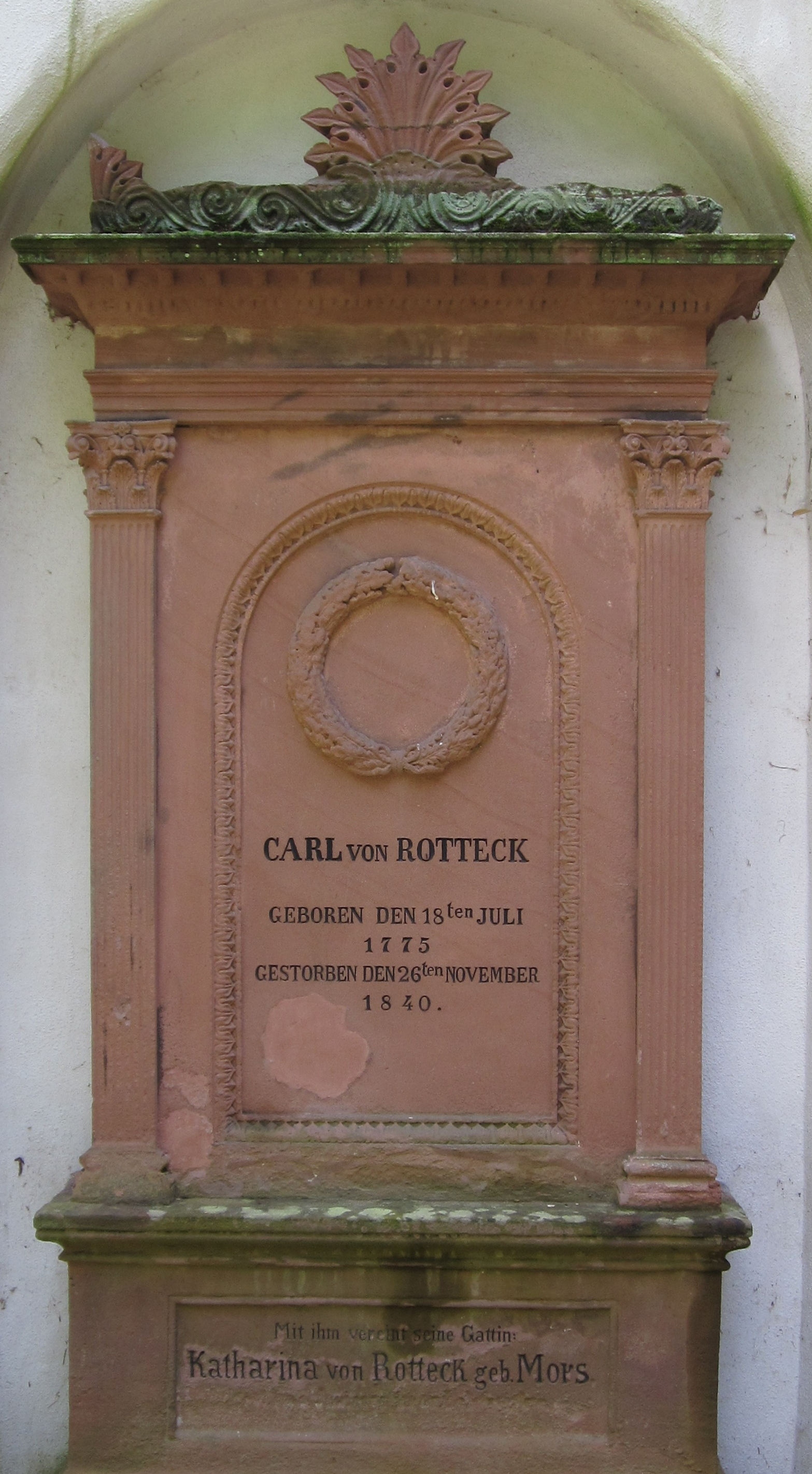
Grab Rottecks auf dem Alten Friedhof in Freiburg

Noch aber gab Rotteck nicht auf. Von einer Welle der Popularität getragen, gewann er die Freiburger Bürgermeisterwahl von 1833 mit überwältigender Mehrheit. Da schlug die lakonische Nachricht der Regierung wie eine Bombe ein: „Nach gepflogener kollegialischer Beratung findet man sich gewogen, der auf den pensionierten großh. Hofrat und Professor Dr. Karl von Rotteck in Freiburg gefallene Wahl zum Bürgermeister dieser Stadt die Bestätigung wie hiermit geschieht, zu versagen.“ Als Gerüchte kursierten, dass Karlsruhe bei einer Opposition Freiburgs gegen diesen Entscheid Konsequenzen ziehen würde, verzichtete Karl von Rotteck, um Schaden von der Stadt abzuwenden, auf sein Amt. An seiner Stelle wurde sein Neffe Joseph von Rotteck zum Bürgermeister gewählt.
Statt auf der politischen Bühne versuchte Rotteck nun, seine liberalen Ideen und Ansichten auf Vereinsebene zu vertreten. So gründete er zusammen mit Gleichgesinnten wie dem Staatsrechtler Karl Theodor Welker im Jahre 1835 die Freiburger Bürgerliche Lesegesellschaft Harmonie. Die alte Lesegesellschaft von 1807 (inzwischen umbenannt in Museum), deren Mitbegründer er war, hatte sich in den Jahren der politischen Repression und Pressezensur weniger um Politik gekümmert und war zunehmend um die Geselligkeit ihrer Mitglieder besorgt.
In seinen letzten Lebensjahren war Rotteck vor allem wissenschaftlich tätig. Seit 1834 gab er zusammen mit dem Freiburger Juristen Carl Theodor Welcker ein 15-bändiges Staats-Lexikon heraus, erlebte aber dessen Fertigstellung nicht mehr. Das Werk war ein wichtiges Kompendium des vormärzlichen Liberalismus.
Karl von Rotteck war Mitglied der Freimaurerloge Zur edlen Aussicht in Freiburg im Breisgau. 1817 wurde er korrespondierendes Mitglied der Bayerischen Akademie der Wissenschaften.
Der an der Universität vorbeiführende Rotteckring ist nach ihm benannt, ebenso ein Freiburger Gymnasium. Vor der Rechtswissenschaftlichen Fakultät stand ein ihm gewidmetes Denkmal, das wegen des Umbaues des Platzes der Alten Synagoge Ende 2015 entfernt wurde. Es soll etwa 2025 an einem anderen Standort wieder aufgestellt werden. Auch in Kenzingen gibt es einen Rotteckring.
Sein 1806 geborener Sohn Karl schlug ebenfalls die juristische Laufbahn ein, musste aber 1850 nach dem Scheitern der Badischen Revolution emigrieren.

### Literarisches Werk
Rotteck, der seit 1798 Professor für Allgemeine Weltgeschichte in Freiburg war, veröffentlichte von 1812 bis 1816 eine Allgemeine Geschichte vom Anfang der historischen Kenntniss bis auf unsere Zeiten in neun Bänden. Sie wurde als Allgemeine Weltgeschichte für alle Stände (1830 bis 1834) auf vier Bände gekürzt und 1846 dem allgemeinen Publikum zugänglich gemacht. Rotteck traf mit seiner Weltgeschichte den zeitgenössischen Geschmack. Das Werk war ein Bestseller der historischen Literatur im 19. Jahrhundert.

## Wirken
Seine schon 1816 proklamierte Formulierung „der Bürger als geborener Verteidiger seines Vaterlandes“ erweiterte von Rotteck später um die Forderung „der Soldat darf nicht aufhören, Bürger zu sein“ – eine Sentenz, die 150 Jahre später in der heute geläufigen Form vom Staatsbürger in Uniform wieder aufgenommen wurde.

### Differenzierung des Rotteck-Bildes
Bis heute wird Rottecks herausragende Rolle als Vorkämpfer des Liberalismus immer wieder hervorgehoben; seine Werke und sein praktisches Handeln enthalten jedoch Widersprüche. Dies betrifft nicht nur sein klischeehaftes Bild von den Juden; auch einer politischen Beteiligung der Frauen stand er ablehnend gegenüber. Rottecks Motive für seine Haltung in der Judenfrage sind komplex, doch haben sie nichts mit rassenideologischem Antisemitismus zu tun. Rotteck war von seiner Zeit geprägt, sein Handeln im Bezug auf die Judenfrage ist im Kontext der Zeitströmung zu verstehen. Rottecks Lebensleistung ist hingegen unbestritten. Nach dem Ende des Zweiten Weltkriegs berief sich unter anderem auch Theodor Heuss auf ihn als einen politischen Historiker, dessen Geschichtsdarstellung der politischen Willensbildung diente.

## Diskussion um die „Carl-von-Rotteck-Medaille“
Im November 2001 beschloss der Freiburger Gemeinderat auf Vorschlag von Oberbürgermeister Rolf Böhme (SPD), eine „Carl-von-Rotteck-Medaille“ einzuführen. Die Auszeichnung unterhalb der Ehrenbürgerwürde sollte für hervorragende Verdienste um das Gemeinwohl verliehen werden. Daraufhin regte sich schnell Widerstand, da sich Rotteck gegen Staatsbürgerrechte für Juden ausgesprochen hatte. Nach einer Stellungnahme des früheren Studioleiters des Südwestfunks Wolfgang Heidenreich in der Badischen Zeitung, entwickelte sich die Auseinandersetzung bald zu einem Historiker- und Publizistenstreit. Neben zahlreichen Historikern unter anderen Hermann Klenner, sprach sich auch die Universität Freiburg ausdrücklich für die Einführung der Rotteck-Medaille aus. In der Gemeinderatssitzung vom 13. November 2001 distanzierte sich Böhme von Rottecks antisemitischem Standpunkt, hielt aber an der Einführung der Medaille fest. Der einzige Träger der Medaille war der einstige Freiburger Sozialbürgermeister Hansjörg Seeh. Seit 2010 wird die Auszeichnung mit einer Medaille vorgenommen, die nicht mehr nach Rotteck, sondern nach Gertrud Luckner benannt ist. Die neue Ehrenordnung wurde am 18. November 2010 vorgestellt.

## Veröffentlichungen (Auswahl)
- Allgemeine Geschichte vom Anfang der historischen Kenntniss bis auf unsere Zeiten. Herder, Freiburg 1812–1827, zahlreiche Neuauflagen, ab 1846 in Nachbearbeitung von Karl Heinrich Hermes.
- Lehrbuch des Vernunftrechts und der Staatswissenschaften. 4 Bände, Hallberger, Stuttgart 1829–1835, 2. Auflage 1840.
- Dr. Carl von Rotteck’s gesammelte und nachgelassene Schriften. Mit Biographie und Briefwechsel. 5 Bände, hrsg. von Hermann von Rotteck, Dennig, Finck, Pforzheim 1841–1843; Nachdruck: Gruber, Dillenburg 2006, ISBN 3-89753-185-2.
- mit Carl Theodor Welcker: Staats-Lexikon. Encyklopaedie der Staatswissenschaften. 15 Bände, Hammerich, Altona 1834–1843, zwei weitere Auflagen 1845–1848 sowie 1856–1866 und ein Nachdruck: 12 Bde., Keip, Frankfurt am Main 1990.
- mit Becker und anderen: Illustrationen zur Allgemeinen Weltgeschichte. Zwanzig Original-Compositionen von Alf Rethel. Mit erläuterndem Texte von Friedrich Bülau. Westermann, Braunschweig 1841–1843 (digitalisierte Ausgabe der Universitäts- und Landesbibliothek Düsseldorf).
- Allgemeine Weltgeschichte für alle Stände, von den frühesten Zeiten bis zum Jahr 1840, mit Zugrundelegung seines größeren Werkes bearbeitet und herausgegeben von Dr. Karl v. Rotteck, Hofrath und Professor in Freiburg. 5 Bände. Druck und Verlag von Scheible, Rieger & Sattler, Stuttgart 1846 (neuere Auflagen, die nach Rottecks Tod weitergeführt wurden, in 6 Bänden, so z. B. die 7. Auflage unter dem abgewandelten Titel … von den frühesten Zeiten bis zum Jahr 1860 …, fortgeführt von Wilhelm Zimmermann, in der Rieger’schen Verlagsbuchhandlung, Stuttgart 1860).
- Über Landstände und Volksvertretungen. Texte zur Verfassungsdiskussion im Vormärz (= Haufe-Schriftenreihe zur rechtswissenschaftlichen Grundlagenforschung. Band 11). Hrsg. u. mit einem Anhang versehen von Rainer Schöttle. Haufe, Freiburg/Br. u. a. 1997.